# Aage Leidersdorff
Aage Leidersdorff (Copenaghen, 10 aprile 1910 – Gentofte, 19 febbraio 1970) è stato uno schermidore danese.
Ha partecipato ai Giochi di Los Angeles 1932, Berlino 1936 e di Londra 1948, gareggiando negli eventi di Spada, Sciabola e Fioretto.